# Индрани из Шамбхупуры
Индрани — правительница Ченлы VII века. Посмертное имя — Интралоука.

## Биография
Индрани была наследницей престола Шамбхупуры. Вышла замуж за Пушкаракшу (также известного как Индралока), который, возможно, был сыном и преемником королевы Джаядеви. Несмотря на то, что её супруг стал соправителем, когда они поженились, известно, что Индрани была царствующей королевой по праву престолонаследия.
У Индрани был сын, — принц Шамбхуварман (Рудраварман), — и дочь, — принцесса Нрипатендрадеви. Её сын женился на принцессе Нарендрадеви (II) из Ченлы, дочери сестры его отца, — Нарендрадеви I, а её дочь Нрипатендрадеви сменила её на троне и вышла замуж за своего племянника.
Королева Индрани признавалась и почиталась как самостоятельная правительница на протяжении столетий после её смерти. Индрани упоминается в надписи, датированной 860 годом и сделанной во время правления Джаявармана III. В 881 году её правнук, — король Индраварман I, — воздвиг у памятника Баконг статую «королевы Индралоки, Индрани».